# Giovanni Calabria

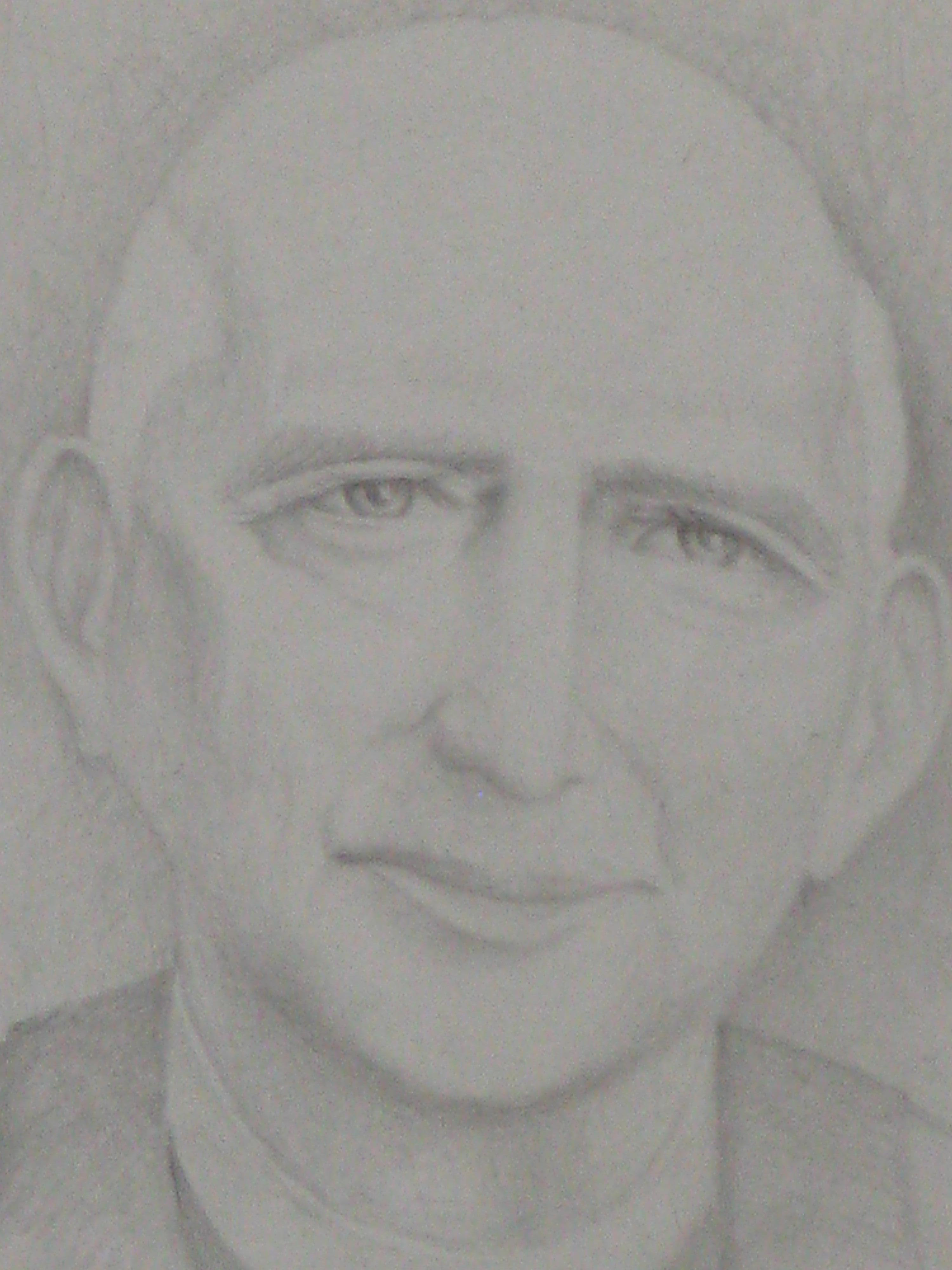
Hl. Giovanni Calabria

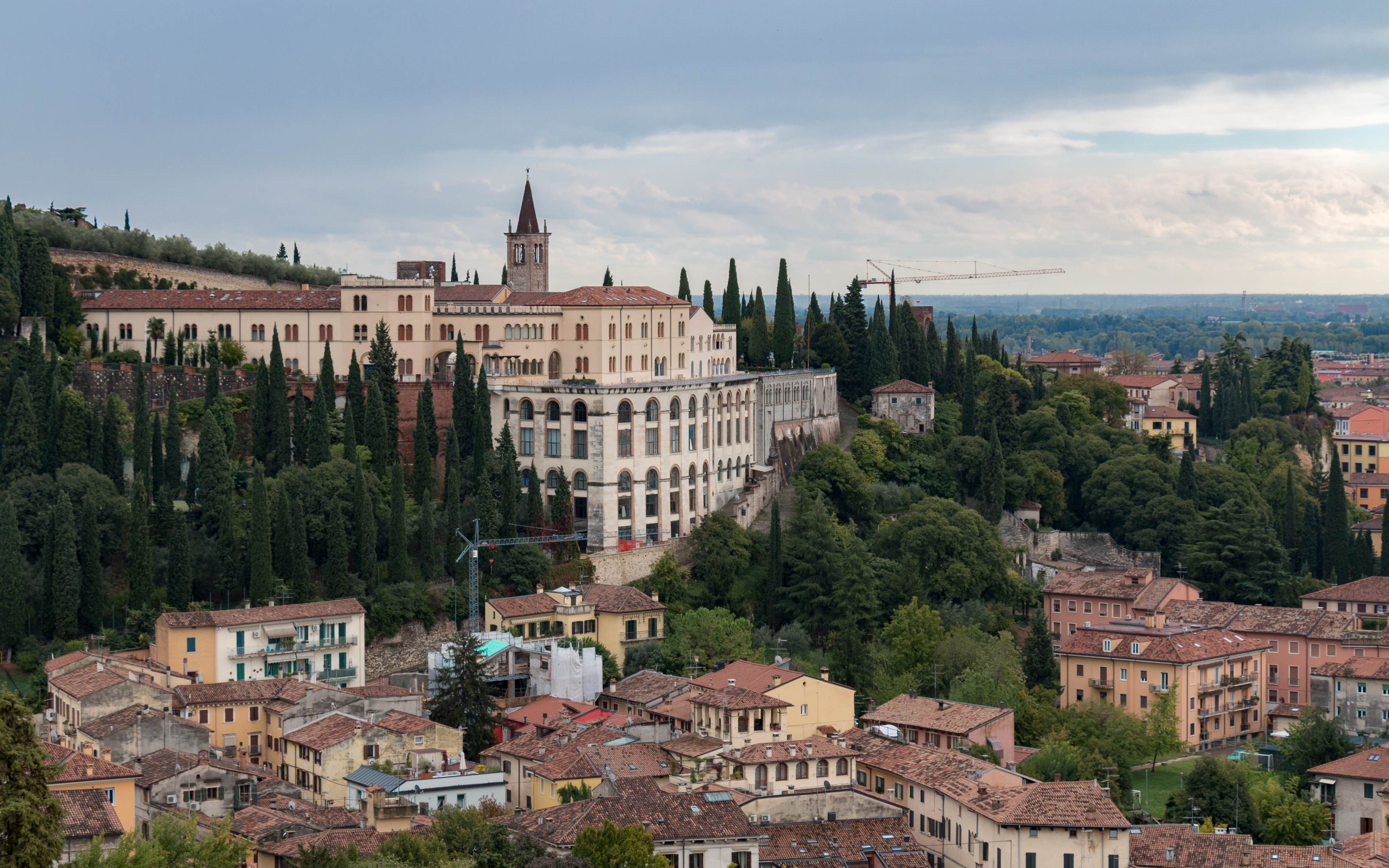
Das Istituto Don Calabria in Verona

Giovanni Calabria (* 8. Oktober 1873 in Verona, Italien; † 4. Dezember 1954 ebenda) war ein italienischer Priester und Ordensgründer. Er wird in der katholischen Kirche als Heiliger verehrt.

## Leben
Giovanni gründete nacheinander als getrennte Gemeinschaften die Armen Diener der Göttlichen Vorsehung und die Armen Dienerinnen der Göttlichen Vorsehung (italienisch Poveri Servi della Divina Provvidenza bzw. Poveri Serve della Divina Provvidenza, lateinisch Congregatio Pauperum Servorum Divinae Providentiae, Ordenskürzel: PSDP). Er setzte sich aufopferungsvoll für die Armen und Benachteiligten der Gesellschaft ein.
Giovanni Calabria wurde von Papst Johannes Paul II. 17. April 1988 selig- und am 18. April 1999 heiliggesprochen. Sein Gedenktag in der Liturgie ist der 4. Dezember.